# إدريسا مانديانغ
إدريسا مانديانغ (بالفرنسية: Idrissa Mandiang)‏ (27 ديسمبر 1984 بداكار في السنغال - ) هو لاعب كرة قدم سنغالي في مركز الوسط. لعب مع موريرينسي ونادي أروكا ونادي بوافيشتا ونادي كوفيليا وديبورتيفو أجويدا ‏ وSertanense F.C. ‏ وEC Granollers ‏.

## روابط خارجية
- إدريسا مانديانغ على موقع قاعدة بيانات كرة القدم.إي يو (الإنجليزية)
- إدريسا مانديانغ على موقع Soccerway.com (الإنجليزية)
- إدريسا مانديانغ على موقع عالم كرة القدم.نت (الإنجليزية)
- إدريسا مانديانغ على موقع AS.com (الإسبانية)